# إيونيس سفايروبولوس
إيونيس سفايروبولوس (باليونانية: Γιάννης Σφαιρόπουλος)‏ مواليد 21 مارس 1967 في سالونيك، هو مدرب كرة سلة يوناني ولاعب معتزل. يدرب حاليا نادي أولمبياكوس لكرة السلة.

## الإنجازات
- بطولة أمم أوروبا لكرة السلة 2009:  برونزية
- كأس اليونان لكرة السلة : (1999)
- دوري اتحاد في تي بي : (2012)
- الدوري اليوناني لكرة السلة : (2015، 2016)

## روابط خارجية
- إيونيس سفايروبولوس على موقع الدوري الأوروبي لكرة السلة (الإنجليزية)